# Nam Bộ
Als Nam Bộ bzw. miền Nam wird der südliche Landesteil Vietnams bezeichnet. Die Region war bis 1945 als Cochinchina einer der Gliedstaaten der Indochinesischen Union.

## Geographie
Der gesamte südliche Landesteil ist sehr flach. Im Westen grenzt er an den Golf von Thailand, im Süden und Osten an das Südchinesische Meer, im Nordwesten an Kambodscha sowie im Nordosten an die Region Nam Trung Bộ.

## Unterteilung
- Đông Nam Bộ (Südosten): 6 Provinzen: Thành phố Hồ Chí Minh, Bà Rịa-Vũng Tàu, Bình Dương, Bình Phước, Đồng Nai, Tây Ninh
- Tây Nam Bộ (Südwesten): 13 Provinzen: Cần Thơ, An Giang, Bạc Liêu, Bến Tre, Long An, Cà Mau, Sóc Trăng, Hậu Giang, Trà Vinh, Đồng Tháp, Vĩnh Long, Kiên Giang, Tiền Giang